# Гаррод, Мартин
Сэр Джон Мартин Карратерс Гаррод KCB CMG OBE DL (англ. John Martin Carruthers Garrod; 29 мая 1935 — 17 апреля 2009) — генерал-лейтенант вооружённых сил Великобритании, главнокомандующий Королевской морской пехоты Великобритании в 1987—1990 годах.

## Биография
Окончил Шервудский колледж (Наиниталь, Индия) и Шерборнскую школу. На службе в составе Королевской морской пехоты Великобритании с 1953 года. В 1955 и 1958 годах перебрасывался на Кипр во время волнений и протестов против британской власти. Во время индонезийско-малайзийской конфронтации отправлялся на Борнео в 1960-е годы, с 1974 года нёс службу в Северной Ирландии во время вооружённого конфликта против ирландских националистов. Неоднократно упомянут в донесениях. В 1978 году возглавил 40-й батальон специального назначения, в 1980 году направлен в штаб при командире Королевской морской пехоты, во время Фолклендской войны был советником при штабе. В 1983 году возглавил 3-ю бригаду специального назначения. В 1984 году назначен начальником штаба Королевской морской пехоты, в 1987 году стал главнокомандующим Королевской морской пехоты. В отставке с 1990 года.
После отставки сэр Гаррод был заместителем организатора референдума по Маастрихтскому договору, входил в миссию наблюдателей от Евросоюза в Боснии во время Боснийской войны. Следил за использованием бюджета в 300 млн. дойчмарок для восстановления разрушенного войной Мостара в 1993 году, возглавлял региональный офис Верховного представителя по Боснии и Герцеговине в Мостаре с 1997 года, руководил миссией ООН в Северном Косово с 1999 года. Был заместителем депутата парламента Великобритании от графства Кент.

## Награды
|  | Рыцарь-командор ордена Бани (KCB)                      | 1987                 |
|  | Кавалер ордена Святого Михаила и Святого Георгия (CMG) | 1999                 |
|  | Офицер ордена Британской империи (OBE)                 | 1980                 |
|  | Медаль «За службу на море»                             | [ 7 ]                |
|  | Медаль «За службу»                                     | Упомянут в донесении |
|  | Медаль Серебряного юбилея королевы Елизаветы II        | 1977                 |

## Семья
В 1963 году женился на Джиллиан Мэри Паркс-Смит, в браке родились две дочери. Леди Гаррод умерла в ноябре 2015 года.